# Gran fam grega
La gran fam grega és el període de fam i manca d'accés als aliments de la població de Grècia durant els anys 1941-1944 arran de l'ocupació del territori durant la segona guerra mundial per part de les potències de l'Eix i el bloqueig conseqüent per part de les tropes aliades. Més de 300000 persones van morir de desnutrició durant aquests anys de crisi humanitària. Els alemanys van imposar un control ferri de la producció, destinada a mantenir l'exèrcit, amb unes càrregues equivalents al 113,7% de la riquesa nacional l'any 1942 Això va portar al col·lapse de les estructures productives, altes quotes d'atur i escassedat de productes bàsics per als grecs. A causa del bloqueig naval, els grecs no podien tampoc importar aliments. En uns mesos els morts s'acumulaven als carrers d'Atenes, molt més castigada que les viles camperoles. L'alerta internacional i la pressió dels emigrats grecs (diàspora grega) va permetre l'entrada temporals de vaixells turcs amb blat el 1942, una ajuda que no va beneficiar determinades zones del país, ja que els alemany impedien el seu repartiment per por d'ajudar la resistència grega. Els episodis de fam aguda van continuar fins a la retirada de les tropes d'ocupació.